# ヴェリーテ (駆逐艦)
ヴェリーテ（Velite、「軽装歩兵」の意）はイタリア王立海軍の駆逐艦。

## 艦歴

### 第二次世界大戦中
運用開始後、ヴェリーテはリビア航路やチュニジア航路の護衛任務についた。
1942年11月4日、ヴェリーテは駆逐艦マエストラーレ、オリアーニ、ヴィンチェンツォ・ジョベルティ、同型艦グレカーレ、水雷艇クリオおよびアニモーソとともにナポリを出航して、内燃機船ジュリアおよびキゾーネ、蒸気船ヴェローチェを護衛してトリポリに向かい、継続的な航空攻撃を受けたにもかかわらず、船団はリビアに無傷で到着した最後の船団となった。
11月21日に、同型艦レジオナリオおよびボンバルディエーレとともにビゼルトからナポリに向かう大型の近代的な内燃機船モンジネヴロおよびセストリエーレを護衛していたが、11月21日の15:04にイスキア島の南西およそ16カイリの北緯40度30分、統計13度33分の位置で英潜水艦スプレンディッドからの魚雷攻撃で艦尾を破壊され行動不能となり、ボンバルディエーレに曳航されてナポリに戻った。
同艦はその後数ヶ月を補修のために過ごし、建造中だった同型艦カリスタの艦尾部分が移植された。この間に、EC3/ter グーフォレーダーも設置された。
降伏が宣言されるとマルタの連合軍に引き渡されるために、同艦は残存の海軍艦隊の艦艇（戦艦イタリア、ヴィットリオ・ヴェネト、ローマ、軽巡洋艦ガリバルディ、アッティリオ・レゴロ、ドゥーカ・デッリ・アブルッツィ、エウジェニオ・ディ・サヴォイア、デュカ・ダオスタ、モンテクッコリ、駆逐艦アルティリエーレ、ミトラリエーレ、レジオナリオ、カラビニエーレ、フチリエーレ、グラカーレ、アルフレード・オリアーニ）とともにラ・スペツィアから出港し、9月11日に到着してマルサックスロックに停泊した。9月12日、バレッタで給油して、艦隊の一部（イタリア、ヴィットリオ・ヴェネト、エウジェニオ・ディ・サヴォイア、デュカ・ダオスタ、モンテクッコリ、カドルナ、ダ・レッコ、アルティリエーレ、グレカーレ）と共にエジプトのアレキサンドリアに向かうために島を離れ、16日に到着した。
1943年9月26日に同型艦アルテイリエーレとともにターラントを出航し、アレクサンドリアに寄港したのちにドイツ軍包囲下のレロス島守備隊のために弾薬を輸送した。
艦長
エルネスト・デ・ペレグリーニ・ダイ・コイ中佐（1904年1月11日、ローマ生まれ、1942年8月31日-1943年5月）
エルネスト・フォルツァ中佐（1900年8月21日、ローマ生まれ、1943年7月15日-8月）
アントーニオ・ラッファイ中佐（1902年8月2日、ミラノ生まれ、1943年8月-1944年12月）

## フランスへの移譲
戦後、講和条約で戦時賠償としてフランスに譲渡されることが定められた。1947年7月24日、ヴェリーテはフランス海軍に移籍し、識別記号 V3が与えられ、 Duperre と改名された。1961年に退役し、解体された。